# Hans Thalberg
Hans Thalberg (* 4. Mai 1916 in Wien; † 15. Juli 2003 ebenda) war ein österreichischer Diplomat und Widerstandskämpfer. Er gehörte zum Mitarbeiter- und engsten Vertrautenkreis des Außenministers und späteren Bundeskanzlers Bruno Kreisky, dessen Nahost-Politik er maßgeblich mitgestalten konnte.

## Leben und Wirken
Sohn einer angesehenen bürgerlichen jüdischen Familie, flüchtete Thalberg nach dem „Anschluss“ 1938 unter dramatischen Umständen nach Frankreich, während seine in Wien zurückgebliebenen Eltern, seine Schwester und nahezu die gesamte Verwandtschaft dem Holocaust zum Opfer fielen. 1942 gelangte er illegal in die Schweiz, gründete dort mit einer kleinen Gruppe österreichischer Studenten den Exil-Verein Austria, stellte Kontakte zu Emigrantengruppen her und nahm an Widerstandsaktionen teil. Nach seiner Heimkehr im Februar 1946 wurde er in den Diplomatischen Dienst aufgenommen und sogleich nach Washington entsandt, wo er am Wiederaufbau der österreichischen Botschaft mitwirkte und bis 1955 für die Presse-, Informations- und Kulturarbeit zuständig war. Eine der damals heikelsten Aufgaben war es, wie er in seinen Lebenserinnerungen festhielt, die westliche Führungsmacht von ihren Vorbehalten gegen die Neutralität abzubringen – in den Augen von US-Außenminister John Foster Dulles „eine Sünde wider den Geist der freien Welt“.
In Wien mit der Vorbereitung der Ansiedlung der IAEO (Internationale Atomenergie-Organisation) betraut, leitete Thalberg 1958–1962 die österreichische Delegation in Berlin. Nach vierjähriger Tätigkeit als Chef der Abteilung Dokumentation und Information im Außenministerium wurde er 1966 Botschafter in Mexiko. Als solcher war er in Kuba und den zentralamerikanischen Republiken mitakkreditiert.
Nach der Aufnahme diplomatischer Beziehungen mit der Volksrepublik China wurde Thalberg 1971 zum Botschafter in Peking ernannt. Es gelang ihm, die chinesische Führung für die Wahl von Kurt Waldheim zum UNO-Generalsekretär zu gewinnen. 1973 als Sonderberater von Bundeskanzler Kreisky mit der Koordination der Informationspolitik der Bundesregierung beauftragt, verzichtete Thalberg 1974 nach der Wahl von Rudolf Kirchschläger zum Bundespräsidenten auf den ihm angebotenen Posten des Außenministers, um nach seinen eigenen Worten „den Philosemitismus der Österreicher nicht zu strapazieren“.
Von 1975 bis 1981 war Thalberg Botschafter in der Schweiz.
Nach seiner Pensionierung übernahm Thalberg die Leitung des Österreichischen Instituts für Internationale Politik (OIIP) in Laxenburg bei Wien. In seinen 1984 erschienenen Memoiren Von der Kunst, Österreicher zu sein rechnete der Spitzendiplomat mit dem „bösartigen innenpolitischen Gezänk“ ab. Als „SPÖ-naher Liberaler“ sei er am Ballhausplatz „bei der gesamten ÖVP-Mannschaft auf kühle Ablehnung“ gestoßen, „auf ein Misstrauen, das oft beleidigende Formen annahm“. Gleichzeitig warnte er mit Nachdruck vor jeder neuerlichen Anfälligkeit für „deutschnationale Experimente“. Österreichs Chance, ein Friedensfaktor zu bleiben, hänge wesentlich von der Fähigkeit ab, „den Einfluss Deutschlands politisch, wirtschaftlich und kulturell in Grenzen zu halten“.
1988 gründete Thalberg mit den Ex-Außenministern Erich Bielka und Erwin Lanc die Initiative Österreich und Europa; dabei wies er die Beteuerungen der damaligen Bundesregierung über eine Vereinbarkeit von Neutralität und EG-Beitritt als „verhängnisvolle Fehleinschätzung“ zurück. Geradezu verzweifelt äußerte er sich über den „Verfall und Abbau“ der österreichischen Außenpolitik in den 1990er-Jahren. Scharf ins Gericht ging er mit der seiner Ansicht nach „katastrophalen Parteinahme“ Wiens im Jugoslawien-Konflikt. Ihm bleibe nur die Hoffnung, so Hans Thalberg 1995, dass „die EU die Österreicher daran hindert, so blöd zu sein, wie sie wirklich sind“.
Thalberg wurde am Döblinger Friedhof bestattet. Seine Tochter ist die Journalistin Jacqueline Thalberg.